# Пешкин, Леонид Миронович
Леонид Миронович Пешкин — российский и американский ученый, занимающийся исследованиями на кафедре системной биологии в Гарвардской медицинской школе. В сферу научных интересов Пешкина входят эмбриология (в области предотвращения старения), эволюция и биология старения. Он является соавтором более 60 статей и патентов, в том числе в ведущих научных журналах. Работы Леонида Мироновича Пешкина также освещались в нескольких научно-популярных публикациях на широко известных форумах.

## Биография
Леонид Миронович Пешкин родился и вырос в Москве. Он получил среднее образование в Лицее «Вторая школа» с углубленным изучением физики и математики, а бакалаврскую степень — в РТУ МИРЭА.

В 1995 году Л. М. Пешкин получил магистерскую степень в области прикладной математики в Институте Вейцмана, г. Реховот, Израиль. Научным руководителем диссертации стал Шимон Ульман.

После окончания Института Вейцмана Леонид Пешкин переехал в Соединённые Штаты Америки, где начал исследования в Брауновском университете в области искусственного интеллекта. Вместе со своим научным руководителем Лесли Кэйлблинг Леонид Миронович Пешкин перешёл в Лабораторию искусственного интеллекта в Массачусетском технологическом институте, где продолжил работу над своей диссертацией «Оптимальные стратегии при компьютерном обучении с подкреплением» (англ. Reinforcement Learning via Policy Search). Он успешно защитил диссертацию в 2002 году.

## Исследовательская деятельность
Жизнь и деятельность Пешкина неоднократно освещалась в прессе: в 2018 году одна из крупнейших газет США, The Boston Globe, выпустила заметку о Леониде Пешкине и его исследованиях. Результаты его исследования в области системной биологии были включены в пресс-релизы Гарвардской медицинской школы.
Леонид Пешкин рассказывал о своих исследованиях в области применения искусственного интеллекта в биологии старения в интервью Life Extension Advocacy Foundation.

Работы Леонида Мироновича Пешкина также освещались российскими медиа и зарубежными медиа на русском языке: российская редакция журнала Forbes в августе 2020 года выпустила развернутое интервью с Леонидом. В 2019 году на информационном ресурсе Голос Америки вышел короткий сюжет о работе Леонида Пешкина.

## Профессиональные взгляды
Леонид Миронович Пешкин — не сторонник чрезмерно оптимистичных прогнозов в области продления жизни. Он также не является приверженцем теории сингулярности, поскольку считает, что неоправданный оптимизм может лишь сильно помешать прогрессу. Он выступает за открытость результатов и данных полученных в исследованиях. В настоящее время Пешкин занят разработкой стандартизированной платформы для тестирования воздействия различных возмущений на продолжительность жизни и здоровья с применением искусственного интеллекта.

## Геном в бутылке
Пешкин оказался в экстраординарной ситуации: совместная программа Центра по контролю и профилактике заболеваний США, Управления по санитарному надзору за качеством пищевых продуктов и медикаментов и Национального института стандартов и технологий США «Геном в бутылке» выбрала персональный геном Пешкина и его родителей для создания мирового стандарта как материала, так и последовательности человеческого генома. Данное событие также было описано в статье журнала Genome.

## Кусачий вор
Вернувшись вечером 17 марта 2011 года домой в Кембридже, штат Массачусетс, Леонид застал врасплох вора. Он скрутил грабителя и сдал в полицию, но был покусан в борьбе. Инцидент широко освещался местными газетами и телевизионными каналами FOX25, CBS и WHDH7News.